# Fallacia della congiunzione
La fallacia della congiunzione (noto anche come il problema di Linda) è un tipo di errore formale che consiste nell'affermare, in violazione delle leggi della probabilità, che un insieme congiunto di due o più conclusioni è più probabile di ciascun singolo membro dello stesso insieme.

## Definizione ed esempio di base
L'esempio più spesso citato di questo errore è stato creato da Amos Tversky e Daniel Kahneman. In un test psicologico, venne fatta questa domanda ai soggetti:
Linda ha 31 anni, è single, schietta e molto brillante. Si è laureata in filosofia. Da studentessa, era profondamente preoccupata dai problemi della discriminazione e della giustizia sociale e ha anche partecipato a manifestazioni contro il nucleare.
Quale di queste affermazioni è più probabile?
1. Linda è una cassiera di banca.
2. Linda è una cassiera di banca ed è un'attivista nel movimento femminista.

La maggior parte degli intervistati scelse l'opzione 2. Tuttavia, la probabilità che due eventi si verifichino insieme (cioè in congiunzione) è sempre minore o uguale alla probabilità che uno dei due eventi si verifichi da solo: formalmente, per due eventi A e B questa disuguaglianza si scrive {\displaystyle P(A\land B)\leq P(A)} e {\displaystyle P(A\land B)\leq P(B)}.
Ad esempio, anche con una probabilità molto bassa che Linda sia una cassiera di banca, P(Linda è una cassiera di banca) = 0,05 e un'alta probabilità che sia una femminista, P(Linda è una femminista) = 0,95, supponendo che questi due fatti siano indipendenti l'uno dall'altro, P(Linda è una cassiera di banca e Linda è una femminista) = 0,05 × 0,95 cioè 0,0475, inferiore a P(Linda è una cassiera di banca).
Tversky e Kahneman sostengono che la maggior parte delle persone dà una risposta errata a questo problema perché usa una procedura euristica (facilmente calcolabile) detta rappresentatività per formulare questo tipo di giudizio. L'affermazione 2 sembra più "rappresentativa" di Linda dalla sua descrizione, anche se è chiaramente matematicamente meno probabile.
In altre dimostrazioni, hanno sostenuto che uno scenario specifico sembrava più probabile a causa della rappresentatività, ma ogni dettaglio aggiunto avrebbe effettivamente reso lo scenario sempre meno probabile. In questo modo potrebbe essere simile alla vividezza fuorviante o alle fallacia del pendio scivoloso. Più recentemente Kahneman ha sostenuto che l'errore di congiunzione è un tipo di trascuratezza dell'estensione.